# Пулче (Болоња)
Пулче (итал. Pulce) је насеље у Италији у округу Болоња, региону Емилија-Ромања.
Према процени из 2011. у насељу је живело 1556 становника. Насеље се налази на надморској висини од 88 м.